# سنگ نما

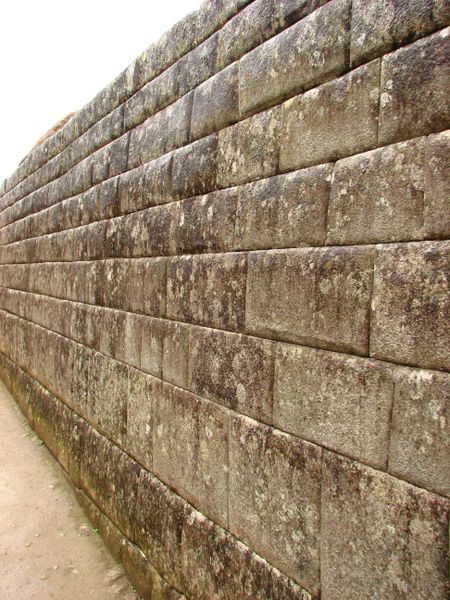
سنگ نمای خشکه‌چین در ماچو پیچو، امپراتوری اینکا

سنگ نما (انگلیسی: Ashlar) سنگ ساختمانی تراشیده‌شده و راست‌گوشه‌ای است که در اندازه‌های متفاوت و به صورت منظم یا کاتوره‌ای در یک دیواره تعبیه شده‌اند. سنگ نما ظریف‌ترین واحد بنایی است و غالباً به شکل مکعب مستطیل (که معمار روم باستان، ویتروویوس از آن با عنوان اوپوس ایسودوموم (Opus isodomum) نام می‌برد) یا در مواقعی ذوزنقه‌ای تراشیده می‌شود. سنگ نما معمولاً با ملات در ساختمان به کار گرفته می‌شود، اما ساخت‌وساز خشکه‌چین، اتصال فلزی، پیچ و رول‌پلاک، و روش‌های دیگر بنایی نیز در کار با آن استفاده می‌شود. در این مورد مخصوصا سنگ نمای خشکه‌چین شهر کوسکو و ماچو پیچو از معماری اینکا معروفند. در معماری کلاسیک، سنگ نما معمولاً در تضاد با معماری روستیک قرار دارد.
در معماری مدرن اروپایی بلوک‌های سنگ نما معمولاً حدود ۳۵ سانتی‌متر (۱۴ اینچ) ارتفاع دارند.